# Erich Schriever
Erich Schriever, född 6 augusti 1924, död 29 april 2020, var en schweizisk roddare.
Schriever blev olympisk silvermedaljör i fyra med styrman vid sommarspelen 1948 i London.